# Nikištane
Nikištane (makedonska: Никиштане) är en ort i Nordmakedonien. Den ligger i den nordvästra delen av landet, 11 km nordväst om huvudstaden Skopjes centrum. Nikištane ligger 369 meter över havet och antalet invånare är 793.